# ズビグニェフ・ロバート・プロミンスキー
ズビグニェフ・ロベルト・プロミンスキ（ポーランド語: Zbigniew Robert Promiński、1978年12月30日）は、ポーランドのミュージシャンで、ブラッケンド・デスメタルバンド「ベヒーモス」のドラマー。
Azarath、Witchmaster、Damnation、Deus Mortem、Artrosis、Christ Agony、Devilynなどのバンドにも参加している。またエンドースにはパイステ製シンバル、Czarcie Kopytoペダル、パール製ドラム、Evansドラムヘッド、ヴィック・ファース製ドラムスティックなどがある。
1997年にベヒーモスに加入し、「Inferno (インフェルノ)」名義で活動開始。1999年にアルバム『Satanica』リリース時に一時脱退するが、2000年初頭にバンドに復帰する。
NAMM2008でSpaun Drumsは8x14のシグネチャーInfernoスネアドラムを発表した。18プライのメイプル/バーチ材のスネアドラムは、ガンメタル仕上げで、カスタムグラフィックとダイキャストフープが特徴である。